# Cheryl Bentov
Cheryl Bentov o Cheryl Ben Tov (1960), conocida en Israel como Cindy, fue una presunta agente del Mosad, encargada como "cebo" de recoger información y detener a Mordechai Vanunu, técnico nuclear quien estaba colectando información sobre la capacidad nuclear de Israel para venderla a los medios de comunicación.
Cindy, nacida como Cheryl Hanin fue la mujer encargada presuntamente por el Mosad, de enamorar a Vanunu y hacer que se trasladara desde Londres, hacia Roma en 1986, donde fue secuestrado y trasladado hacia Israel para ser juzgado por traición a la patria por haber revelado secretos del Estado.  
La espía, es hoy día Agente inmobiliaria en Miami, Florida donde vive retirada y madre de dos hijos.